# 레니노파드
레니노파드(우크라이나어: Ленінопад)는 소련의 붕괴 후 우크라이나 내에서 시작된 블라디미르 레닌 관련 기념물 철거 운동이다. 이러한 운동은 소련 붕괴 이후에 있어왔지만, 레니노파드라는 말은 유로마이단이 진행되면서 크게 알려지게 되었다.

## 유로마이단 중의 레니노파드
- 레닌 기념비 (키예프, 2013년 12월 8일)
- 레닌 동상 (포딜스크, 2013년 12월 8일)
- 레닌 동상 (Andriyevo-Ivanove, 2014년 1월 3일)
- 레닌 동상 (체르니히우, 2014년 2월 21일)
- 레닌 동상 (흐멜니츠키, 2014년 2월 21일)
- 레닌 동상 (베르디치우, 2014년 2월 22일)